# Aeropuerto de Heligoland
El Aeropuerto de Helgoland (IATA: HGL, OACI: EDXH) es un pequeño aeropuerto en la isla alemana de Düne, la menor de las dos islas del archipiélago Helgoland en el Mar del Norte, aproximadamente a unos 70 km del territorio continental. Es capaz de atender aeronaves de hasta 5.700 kg de peso máximo al despegue y helicópteros de hasta 10 000 kg.
Debido a la limitada longitud de pista y a las adversas condiciones de viento, tanto la aproximación como el despegue requieren una gran experiencia y buena preparación de los pilotos. Para vuelos comerciales, es obligatorio realizar un curso de entrenamiento previo.

## Historia
El primer aeródromo militar en Düne fue gestado durante la Segunda Guerra Mundial cuando Heligoland hubo sido fortificada.
En 1962, el aeropuerto fue reconstruido hasta alcanzar la forma que perdura hoy en día.
De 2005 a 2006, la pista principal (dirección 15/33) fue ampliada desde sus 400 metros hasta los 480 para cumplir la normativa europea referente al tráfico aéreo comercial.

## Aerolíneas y destinos
- Air Hamburg (Hamburgo)

## Estadísticas
Ver fuente y consulta Wikidata.

## Acceso
Un servicio de ferry conecta Düne con la principal isla de Heligoland; hay un solo taxi que atiende la corta distancia entre el aeropuerto y la terminal del ferry.
En general, los vehículos de motor y las bicicletas están prohibidas en el archipiélago.